# Liste der Staatsoberhäupter 113
Übersicht
◄◄ | ◄ | 109 | 110 | 111 | 112 | Liste der Staatsoberhäupter 113 | 114 | 115 | 116 | 117 | ► | ►►

Weitere Ereignisse

## Afrika
- Aksumitisches Reich
  - König: s. Aksumitisches Reich

- Reich von Kusch
  - König: Teqerideamani I. (90–114)

- Römisches Reich
  - Provincia Romana Aegyptus
    - Präfekt: Marcus Rutilius Lupus (113–117)

## Asien
- Armenien
  - König: Parthamasiris (112–114)

- Charakene
  - König: Attambelos VII. (113–117)

- China
  - Kaiser: Han Andi (106–125)

- Iberien (Kartlien)
  - König: Amazasp I. (106–116)

- Indien
  - Shatavahana
    - König: Gautamiputra Sātakarni (106–130)

- Japan (Legendäre Kaiser)
  - Kaiser: Keikō (71–130)

- Korea
  - Baekje
    - König: Giru (77–128)

  - Gaya
    - König: Suro (42–199?)

  - Silla
    - König: Jima Isageum (112–134)

- Kuschana
  - König: Kanischka I. (100–126)

- Osrhoene
  - König: Abgar VII. (109–116)

- Partherreich
  - Schah (Großkönig): Pakoros II. (78–115)
  - Schah (Großkönig): Osroes I. (108–128)

## Europa
- Bosporanisches Reich
  - König: Sauromates I. (93/94–123/124)

- Römisches Reich
  - Kaiser: Trajan (98–117)
    - Konsul: Lucius Publilius Celsus (113)
    - Konsul: Gaius Clodius Crispinus (113)
    - Suffektkonsul: Servius Cornelius Dolabella Metilianus Pompeius Marcellus (113)
    - Suffektkonsul: Lucius Stertinius Noricus (113)
    - Suffektkonsul: Lucius Fadius Rufinus (113)
    - Suffektkonsul: Gnaeus Cornelius Urbicus (113)
    - Suffektkonsul: Titus Sempronius Rufus (113)